# Patricia Bentancur
Patricia Bentancur (* 31. Januar 1963 in Montevideo, Uruguay) ist eine uruguayische Künstlerin und Kuratorin.

## Ausbildung
Bentancur, die ihre Ausbildung an der Fakultät für Architektur der Universidad de la República, dem Club de Grabado, an der Escuela Nacional de Bellas Artes (ENBA) sowie in Workshops von Guillermo Fernández bzw. Juan Storm erhielt, besuchte zudem 1986 die École des Beaux-Artes de Paris. In den darauf folgenden beiden Jahren setzte sie ihre Studien an der Madrider Escuela Superior de Arquitectura fort. 1988 studierte sie zudem an der Universidad Internacional de Menéndez y Pelayo.

## Tätigkeit als Künstlerin und Kuratorin
Seit 1985 stehen zahlreiche Teilnahmen Bentancurs an Gemeinschaftsausstellungen sowohl national als auch international zu Buche. So stellte sie in Argentinien, Brasilien, Peru, Chile, Frankreich, Schweden, Italien, der Schweiz und einigen anderen Ländern aus. Bereits ab 1983 bis 1988 führte sie diverse Einzelausstellungen in Montevideo, Lima und Madrid durch.
Bentancur, Inhaberin eines Fulbright-Forschungsstipendiums in den Jahren 1996 bis 1998, arbeitete unter anderem im Guggenheim-Museum in New York und im New Museum of Contemporary Arts. Sie zeichnete überdies bei mehr als 200 Ausstellungen als Kuratorin verantwortlich, darunter bei der Sektion Video Arte Uruguayo des zeitgenössischen Kunstmarkts in Madrid (ARCO) in den Jahren 1990 und 1991. Auch war sie in dieser Funktion von 1999 bis 2000 bei der in Montevideo, Lima, Asunción, Havanna und Santo Domingo stattgefundenen Wanderausstellung von Antoni Muntadas tätig. Bei diversen Ausstellungen in uruguayischen und internationalen Museen wirkte sie ebenfalls als Kuratorin. 2009 war sie die Bevollmächtigte Uruguays bei der Biennale di Venezia und ist 2012 sowohl Direktorin der Ausstellungen und für Neue Medien am Spanischen Kulturzentrum (CCE) in Montevideo, als auch, gemeinsam mit Paz Guevara und Alfons Hug, Kuratorin der Internationalen Biennale von Montevideo.
Bentancur ist Vizepräsidentin der Asociación Uruguaya de Criticos de Arte (AUCA), Mitglied von AICA und Gründungsmitglied der Fundación de Arte Contemporáneo de Montevideo (FAC).